# 1951–1952-es magyar labdarúgókupa
Az 1951–1952-es magyar népköztársasági kupa a sorozat 22. kiírása volt, melyen a Budapesti Bástya csapata 8. alkalommal diadalmaskodott.

## Főtábla

### 1. forduló
A továbbjutás egy mérkőzésen dőlt el. Döntetlen esetén a vendég csapat jutott tovább.
| 1. csapat                     | Eredmény | 2. csapat                  |
| ----------------------------- | -------- | -------------------------- |
| 1951. december                |          |                            |
| Bp. Szikra                    | 3 – 1    | Vasas MÁVAG                |
| Fésüsfonó                     | 1 – 1    | Magyar Pamut               |
| Szegedi Dózsa                 | 2 – 1    | Kecskeméti Kinizsi         |
| Ganzhajó                      | 0 – 3    | Kinizsi Dohánygyár         |
| VM Nemzeti Bank               | 7 – 3    | Lapterjesztők              |
| Pécsi Vörös Lobogó            | 2 – 2    | Pécsi Zrínyi Honvéd        |
| Váci Vörös Lobogó             | 7 – 3    | Bp. Szikra Nyomda          |
| Zuglói Danuvia                | 1 – 6    | III. kerületi Vörös Lobogó |
| Kőbányai Lokomotív            | 0 – 0    | Kinizsi Sörgyár            |
| Pécel                         | 3 – 3    | Autótaxi                   |
| Almásfüzitői Szikra           | 1 – 5    | Tatabányai Építők          |
| Lőrinci Vasas                 | 1 – 0    | Hatvani Lokomotív          |
| Szombathelyi Lokomotív        | 4 – 2    | Szombathelyi Honvéd        |
| Szombathelyi Vörös Lobogó     | 6 – 2    | Szombathelyi Dózsa         |
| Debreceni Honvéd              | 3 – 0    | Debreceni Építők           |
| Szikra Hungária               | 2 – 1    | Óbudai Építők              |
| Sátoraljaújhelyi Petőfi       | 2 – 3    | Miskolci Lokomotív         |
| Komlói Bányász                | 4 – 0    | Pécsi Postás               |
| Soproni Vörös Lobogó SOTEX    | 2 – 1    | Soproni Lokomotív          |
| Monori Építők                 | 1 – 6    | Bp. Építők                 |
| Miskolci Honvéd               | 5 – 2    | Sajószentpéteri Bányász    |
| Ceglédi Lokomotív             | 5 – 1    | Vasas Kerámia              |
| Kőbányai Drasche              | 1 – 2    | Szikra Gázművek            |
| Nagykanizsai Bányász          | 6 – 1    | Bázakerettyei Bányász      |
| Balassagyarmati Bástya        | 2 – 6    | Bp. Lokomotív              |
| Ráckevei Petőfi               | 3 – 3    | Bp. Vasas Elektromos       |
| Nagyatádi Vörös Lobogó        | 2 – 0    | Nagykanizsai Lokomotív     |
| Nagykörösi Kinizsi            | 2 – 3    | Vasas Ganzvagon            |
| Békéscsabai Agyagipar         | 1 – 3    | Gyulai Építők              |
| Rákospalotai Növényolaj       | 1 – 1    | Csepeli Szikra             |
| Nyíregyházi Építők            | 0 – 2    | Nagyhalászi Vörös Lobogó   |
| Hódmezővásárhelyi Dózsa       | 0 – 1    | Békéscsabai Építők         |
| Makói Lokomotív               | 3 – 4    | Szegedi Lokomotív          |
| Jászberényi Építők            | 1 – 2    | Szolnoki Szikra            |
| Újszegedi Vörös Lobogó Kender | 5 – 5    | Kiskunfélegyházi Vasas     |
| Egri Fáklya                   | 6 – 0    | Egri Honvéd                |
| Bonyhádi Vasas                | 3 – 1    | Tolnai Vörös Lobogó        |
| Zagyvapálfalvai Bányász       | 0 – 2    | Salgótarjáni Vasas         |
| Kaposvári Kinizsi             | 1 – 4    | Pécsbányatelepi Bányász    |
| Újszászi Lokomotív            | 0 – 6    | Bp. Előre                  |
| Pestszentimre                 | 2 – 7    | IV. kerületi Vörös Lobogó  |
| Bólyi Mintasportkör           | 0 – 5    | Pécsújhelyi Bányász        |
| Ormospusztai Bányász          | 2 – 2    | Perecesi Bányász           |
| Tapolcai Lokomotív            | 0 – 3    | Székesfehérvári Építők     |
| Pápai Vörös Lobogó            | 7 – 0    | Pápai Petőfi               |
| Orosházi Kinizsi              | 1 – 1    | Szolnoki Lokomotív         |
| Annavölgyi Bányász            | 1 – 5    | Tatabányai Bányász         |
| Bajai Építők                  | 3 – 0    | Bajai Honvéd               |
| Ózdi Bányász                  | 4 – 1    | Putnoki Bányász            |
| Püspökladányi Lokomotív       | 0 – 3    | Debreceni Lokomotív        |
| Kapuvári ÁMG                  | 4 – 1    | Csillaghegyi Vörös Lobogó  |
| Győri Vörös Meteor            | 6 – 2    | Petőházi Kinizsi           |
| Miskolci Építők               | 4 – 0    | Alsózsolcai ÁMG            |

### 2. forduló
A továbbjutás egy mérkőzésen dőlt el. Döntetlen esetén a vendég csapat jutott tovább. Ebben a fordulóban csatlakozott tizenhárom NB I-es, négy NB II-es (Bp. Postás, Pécsi Lokomotív, Vörös Lobogó Keltex, Bp. Gyárépítők) csapat, valamint a megyei bajnokságból a Mecsekszabolcsi Bányász.
| 1. csapat                  | Eredmény | 2. csapat                  |
| -------------------------- | -------- | -------------------------- |
| 1951. december 16.         |          |                            |
| Váci Vörös Lobogó          | 0 – 1    | Vörös Lobogó SORTEX        |
| Szegedi Dózsa              | 0 – 7    | Szegedi Honvéd             |
| Békéscsabai Építők         | 3 – 2    | Szegedi Petőfi             |
| Gyulai Építők              | 2 – 9    | Bp. Bástya                 |
| Szolnoki Lokomotív         | 0 – 6    | Bp. Kinizsi                |
| Soproni Vörös Lobogó SOTEX | 1 – 9    | Szombathelyi Lokomotív     |
| Győri Vörös Meteor         | 1 – 7    | Dorogi Bányász             |
| Lőrinci Vasas              | 0 – 11   | Csepeli Vasas              |
| Miskolci Honvéd            | 1 – 2    | Salgótarjáni BTC           |
| Ózdi Vasas                 | 0 – 2    | Diósgyőri Vasas            |
| Bp. Szikra                 | 1 – 1    | Kinizsi Dohánygyár         |
| Autótaxi                   | 4 – 1    | Csepeli Szikra             |
| Vasas Ganzvagon            | 0 – 2    | VM Nemzeti Bank            |
| Bp. Építők                 | 2 – 3    | Szikra Gázművek            |
| Vörös Lobogó Magyar Pamut  | 0 – 1    | Kinizsi Sörgyár            |
| IV. kerületi Vörös Lobogó  | 1 – 3    | III. kerületi Vörös Lobogó |
| Szegedi Lokomotív          | 5 – 6    | Bp. Előre                  |
| Kiskunfélegyházi Vasas     | 5 – 5    | Szolnoki Szikra            |
| Pécsbányatelepi Bányász    | 1 – 5    | Pécsújhelyi Bányász        |
| Salgótarjáni Vasas         | 3 – 2    | Perecesi Bányász           |
| Debreceni Lokomotív        | 2 – 1    | Debreceni Honvéd           |
| Miskolci Lokomotív         | 0 – 2    | Miskolci Építők            |
| Tatabányai Bányász         | 5 – 0    | Tatabányai Építők          |
| Vasas Elektromos           | 4 – 2    | Szikra Hungária            |
| Bajai Építők               | 0 – 2    | Ceglédi Lokomotív          |
| Nagyatádi Vörös Lobogó     | 2 – 2    | Nagykanizsai Bányász       |
| Komlói Bányász             | 4 – 4    | Pécsi Zrínyi Honvéd        |
| Kapuvári ÁMG               | 1 – 0    | Szombathelyi Vörös Lobogó  |
| Székesfehérvári Építők     | 2 – 0    | Pápai Vörös Lobogó         |
| Nagyhalászi Vörös Lobogó   | 4 – 4    | Egri Fáklya                |
| Mecsekszabolcsi Bányász    | 1 – 1    | Bonyhádi Vasas             |

A Bp. Lokomotív erőnyerő.

### 3. forduló
| 1. csapat                  | Eredmény | 2. csapat              |
| -------------------------- | -------- | ---------------------- |
| 1951. december 22.         |          |                        |
| Pécsi Zrínyi Honvéd        | 2 – 7    | Pécsújhegyi Bányász    |
| 1951. december 24.         |          |                        |
| Vörös Lobogó Keltex        | 1 – 10   | Dorogi Bányász         |
| Bp. Gyárépítők             | 1 – 2    | Kinizsi Dohánygyár     |
| Tatabányai Bányász         | 2 – 4    | Bp. Dózsa              |
| Bp. Előre                  | 1 – 8    | Bp. Honvéd             |
| Vörös Lobogó Sortex        | 1 – 1    | Bp. Postás             |
| Pécsi Lokomotív            | 2 – 1    | Bp. Kinizsi            |
| Békéscsabai Építők         | 1 – 4    | Szegedi Honvéd         |
| Salgótarjáni BTC           | 3 – 0    | Diósgyőri Vasas        |
| Miskolci Építők            | 3 – 3    | Csepeli Vasas          |
| Debreceni Lokomotív        | 4 – 5    | Bp. Bástya             |
| Szombathelyi Lokomotív     | 1 – 1    | Nagykanizsai Bányász   |
| III. kerületi Vörös Lobogó | 1 – 0    | Kinizsi Sörgyár        |
| Egri Fáklya                | 1 – 1    | Salgótarjáni Vasas     |
| Szikra Gázművek            | 0 – 1    | Vasas Elektromos       |
| VM Nemzeti Bank            | 4 – 0    | Autótaxi               |
| Bonyhádi Vasas             | 0 – 2    | Székesfehérvári Építők |
| Kapuvári AMG               | 1 – 1    | Ceglédi Lokomotív      |

### 4. forduló
| 1. csapat              | Eredmény | 2. csapat                  |
| ---------------------- | -------- | -------------------------- |
| 1951. december 26.     |          |                            |
| Bp. Bástya             | 12 – 1   | Salgótarjáni Vasas         |
| Bp. Dózsa              | 1 – 2    | Dorogi Bányász             |
| Csepeli Vasas          | 2 – 0    | Salgótarjáni BTC           |
| Bp. Honvéd             | 6 – 4    | Kinizsi Dohánygyár         |
| Vasas Elektromos       | 1 – 2    | III. kerületi Vörös Lobogó |
| Nagykanizsai Bányász   | 0 – 1    | Pécsi Lokomotív            |
| Ceglédi Lokomotív      | 2 – 0    | VM Nemzeti Bank            |
| Szegedi Honvéd         | 2 – 1    | Bp. Postás                 |
| Székesfehérvári Építők | –        | Pécsújhegyi Bányász        |

A Pécsújhegy nem jelent meg.

### Negyeddöntő
| 1. csapat          | Eredmény | 2. csapat         |
| ------------------ | -------- | ----------------- |
| 1951. december 31. |          |                   |
| Dorogi Bányász     | 4 – 0    | Ceglédi Lokomotív |
| Szegedi Honvéd     | 1 – 0    | Csepeli Vasas     |
| Pécsi Lokomotív    | 2 – 0    | Bp. Honvéd        |
| Vasas Elektromos   | 0 – 10   | Bp. Bástya        |

### Elődöntő
Az elődöntőben semleges pályán játszottak. Döntetlen eredmény esetén 2 × 15 perces hosszabbítás következett. Ha ezután is döntetlen az eredmény, akkor sorsolással döntötték el a továbbjutást.
| 1952. január 6. 13:00 |

| Dorogi Bányász                        | 4–2 (h. u.)     | Szegedi Honvéd      |
| ------------------------------------- | --------------- | ------------------- |
| Molnár 56' 103' Varqa 66' Klausz 110' | (0–1, 2–2, 3–2) | Rózsavölgyi 31' 51' |

| Honvéd Stadion, Budapest Nézőszám: 3000 Játékvezető: Kallós Asszisztensek: Kelen, Grubel |

| 1952. január 6. 11:00 |

| Bp. Bástya                                                 | 6–0   | Pécsi Lokomotív |
| ---------------------------------------------------------- | ----- | --------------- |
| Palotás 17' 68' Kovács I. 53' Hidegkuti 57' 78' Gondos 85' | (1–0) |                 |

| Győr Nézőszám: 3000 Játékvezető: Gaál G. Asszisztensek: Benkő, Kalász |

## Döntő
| 1952. június 1. 17:30 |

| Budapesti Bástya                    | 3–2                         | Dorogi Bányász           |
| ----------------------------------- | --------------------------- | ------------------------ |
| Zakariás 16' Molnár 28' Palotás 41' | (3–1) Jegyzőkönyv Részletek | Aspirány 8' Pozsonyi 57' |

| Latorca utca, Budapest Nézőszám: 14 000 Játékvezető: Siklósi György (magyar) |

A Bp. Bástya a kupában szerepelt játékosai: Fecske István, Turai István, Gellér Sándor – Börzsei János, Gondos Tibor, Hegedűs András, Hidegkuti Nándor, Kovács Imre, Kovács József, Lantos Mihály, Láng Károly, Molnár János, Palotás Péter, Peller Béla, Szolnok István, Zakariás József

## Külső hivatkozások
- 1951–1952-es magyar labdarúgókupa. magyarfutball.hu. [2017. március 3-i dátummal az eredetiből archiválva]. (Hozzáférés: 2018. április 21.)
- 1951–1952-es magyar labdarúgókupa a Nemzeti Labdarúgó Archívum honlapján. nela.hu. [2018. január 17-i dátummal az eredetiből archiválva]. (Hozzáférés: 2018. április 21.)